# Skorradalshreppur
Skorradalshreppur – gmina na Islandii, w regionie Vesturland, położona na wschód od Borgarnes. Obejmuje rzadko zaludnione tereny w dolinie Skorradalur, gdzie położone jest jezioro Skorradalsvatn. Na początku 2018 roku zamieszkiwało ją 56 osób. Osadnictwo zlokalizowane jest głównie na brzegach jeziora Skorradalsvatn.

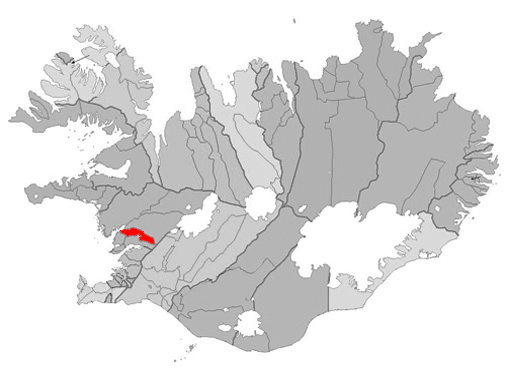
Położenie gminy Skorradalshreppur